# Giovanni Asen Zaccaria
Giovanni Asen Zaccaria (o Giovanni Asano Zaccaria; ... – Roma, 1469) fu uno dei capi della rivolta del Despotato di Morea, organizzata da Manuele Cantacuzeno nel 1453 e 1454.
Durante la rivolta si proclamò principe di Acaia.

## Biografia
Giovanni Asen Zaccaria era il figlio di Centurione II Zaccaria, l'ultimo principe di Acaia. Dal 1446 fu imprigionato nella fortezza di Chlemoutsi nel Despotato di Morea. Nel 1453 riuscì a lasciare la fortezza e, approfittando di una diffusa rivolta contro i despoti Tommaso e Demetrio Paleologo, catturò il castello di Ethos. Dopodiché si proclamò principe dell'Acaia.
Tuttavia, nel 1454, dovette affrontare le forze combinate dei despoti di Morea e dell'esercito ottomano di Turakhan Bey. Zaccaria fu costretto ad abbandonare il castello e a fuggire. Riuscì a raggiungere la fortezza veneziana di Modone in Morea. Da lì si diresse verso l'Italia. Risulta essere stato a Genova nel 1459, e fino alla sua morte, avvenuta nel 1469, visse a Roma dal 1464.